# Willy Hess (violinista)
Willy Hess (Mannheim, 14 luglio 1859 – Berlino, 17 febbraio 1939) è stato un violinista e insegnante tedesco.

## Biografia
Nato a Mannheim in Germania studiò prima con il padre, che era stato un allievo di Louis Spohr, e quindi con Joseph Joachim. 
Dal 1904 al 1910 fu primo violino della Boston Symphony Orchestra ed insegnò alla Harvard University. Fu anche direttore della Hallé Orchestra, e primo violino a Francoforte sul Meno ed a Rotterdam. Si trasferì a Berlino nel 1910 per assumere l'incarico di primo violino istruttore alla Berlin Hochschule für Musik. Il compositore Max Bruch, suo amico, fu sponsor per la sua assunzione come insegnante. Durante il periodo della Repubblica di Weimar la Hochschule fu al centro della scena musicale internazionale, ed Hess ebbe modo di conoscere i musicisti più eminenti del tempo e di insegnare ad allievi provenienti da ogni parte del mondo. 
Hess insegnò lo stile tedesco della tecnica della mano destra che enfatizza i movimenti del polso con un relativo scarso movimento delle dita. 
Non ebbe difficoltà ad alternare l'uso del violino e della viola e suonò la viola nella prima esecuzione del Doppio concerto per clarinetto, viola e orchestra op. 88 di Max Bruch. Lo stesso Bruch compose nel 1910 il "Konzertstück" per violino e orchestra op. 84 dedicandolo ad Hess. Hess diede dei consigli a Bruch sulla composizione di musiche per violino, e suonò la prima esecuzione di altre opere di Bruch. Fra gli altri pezzi scritti per Hess figura la Ballade op. 69 di Arthur W. Foote.
Egli suonò anche in un  trio con pianoforte assieme al violoncellista Hugo Becker ed al pianista Daniel Quast.
Hess suonò spesso con uno strumento costruito da Guadagnini.

## Allievi celebri
- Arthur Fiedler
- Arthur Catterall
- Nikolaos Skalkottas
- Tossy Spivakovsky
- Philip Newman
- Harold Sumberg
- Adolf Busch
- Martin Spanjaard
- Ernest Carl Oberholtzer
- Byoung-so Ahn